# Travis Head
Travis Michael Head (* 29. Dezember 1993 in Adelaide, Australien) ist ein australischer Cricketspieler, der seit 2016 für die australische Nationalmannschaft spielt.

## Kindheit und Ausbildung
Head war Teil des australischen Teams bei der ICC U19-Cricket-Weltmeisterschaft 2012. In der Saison 2012/13 sicherte er sich mit dem U19-Team von South Australia den nationalen Titel.

## Aktive Karriere

### Anfänge in der Nationalmannschaft
Head gab sein First-Class-Debüt für South Australia in der Saison 2012/13. Er etablierte sich schnell und stieg im Jahr 2015 im Alter von 21 Jahren zum Kapitän des Teams auf. In seiner ersten Saison als Kapitän erreichte er mit Southern Australia das Finale des Sheffield Shields. Dabei wurde er als Spieler der Saison ausgezeichnet. Daraufhin gab er sein Debüt in der Nationalmannschaft im Januar 2016 in er Twenty20-Serie gegen Indien. Für den folgenden Sommer erhielt er einen Vertrag mit Yorkshire im nationalen englischen Cricket. Im Juni gab er sein ODI-Debüt bei einem Drei-Nationen-Turnier in den West Indies gegen den Gastgeber. Sein erstes internationales Fifty gelang ihm dann im Oktober 2016 in der ODI-Serie in Südafrika, als er 51 Runs erzielte. Im Dezember gelangen ihm dann zwei weitere (53 und 67 Runs) gegen Neuseeland. Im Januar konnte er gegen Pakistan nach einem Fifty (51 Runs) sein erstes Century über 128 Runs aus 137 Bällen erreichen. In Neuseeland konnte er im Februar noch ein weiteres Half-Century erreichen.
Im Sommer war er Teil des australischen Teams bei der ICC Champions Trophy 2017, wobei er gegen Gastgeber England ein Fifty über 71* Runs erreichte. Im Januar 2018 gelangen ihm gegen England 96 Runs. Für den Sommer erhielt er einen Vertrag mit Worcestershire, womit er seine Ambitionen für das Test-Team untermauerte. Bei der Tour in England im Juni konnte er mit drei Fifties (51, 63 und 56 Runs) überzeugen. Im Oktober gab er gegen Pakistan sein Test-Debüt und erreichte dabei 72 Runs. Jedoch war es auch zunächst seine letzte Tour, bei der er Limited-Overs-Matches bestritt. Jedoch verblieb er im Test-Team. Gegen Indien erreichte er im Dezember 2018 zwei Fifties (72 und 58 Runs). Im Januar folgte dann eine Serie gegen Sri Lanka, wobei er als Vize-Kapitän fungierte. Im ersten Spiele erzielte er dabei ein Fifty über 84 Runs. Im zweiten Test gelangen ihm dann im ersten Innings ein Century über 161 Runs aus 204 Bällen un im zweiten ein Fifty über 59* Runs. Im Saison 2019 erreichte er gegen England ein Fifty in der Test-Serie (51 Runs).

### Rückkehr ins Limited-Overs-Team
Im Dezember 2019 erreichte er bei der Tour gegen Neuseeland neben einem Fifty (56 Runs) im ersten Test ein Century über 114 Runs aus 234 Bällen im zweiten. Nach der Unterbrechung wegen der COVID-19-Pandemie wurde er während der Tour gegen Indien aus dem Kader gestrichen. Im April verlor er trotz guter Leistungen im Sheffield Shield 2020/21 seinen Vertrag mit dem australischen Verband. Nach guten Leistungen im australischen nationalen Cricket und mit Sussex in England konnte er seinen Weg zurück ins Team erkämpfen. Bei der Ashes Tour 2021/22 gegen England erreichte er bei seinem Comeback ein Century über 152 Runs aus 148 Bällen und er wurde als Spieler des Spiels ausgezeichnet. Nachdem er im zweiten Test ein Fifty (51 Runs) erreicht hatte, konnte er im abschließenden Test ein weiteres Century über 101 Runs aus 113 Bällen hinzufügen. Dafür wurde er abermals als Spieler des Spiels und dann der Serie ausgezeichnet. Im März gab er auch wieder sein Comeback im ODI-Team, wobei er in Pakistan ein Century über 101 Runs aus 72 Bällen und ein Fifty über 89 Runs erreichte.
Im Sommer erzielte er in der ODI-Serie in Sri Lanka 70* Runs. Bei der zugehörigen Test-Serie hatte er einen der seltenen Auftritte als Bowler und konnte dabei 4 Wickets für 10 Runs erreichen. Im November 2022 erreichte er in den ODIs gegen England ein Fifty (69 Runs) und ein Century über 152 Runs aus 130 Bällen. Bei letzterem wurde er als Spieler des Spiels ausgezeichnet. In der folgenden Test-Serie gegen die West Indies erreichte er neben 99 Runs im ersten Test ein Century über 175 Runs aus 219 Bällen im zweiten, wofür er als Spieler des Spiels ausgezeichnet wurde. Daran schloss sich eine Test-Serie gegen Südafrika an, bei dem ihm drei Fifties (92, 51 und 70 Runs) gelangen. Im März reiste er mit dem Team nach Indien, wo ihm je ein Fifty in den Tests (90 Runs) und den ODIs (51* Runs) gelang.

### Gewinn zweier Weltmeisterschaften
Im Juni 2023 war er Teil des Teams im Finale der ICC World Test Championship 2021–2023. Dabei konnte er gegen Indien ein Century über 163 Runs aus 174 Bällen und wurde dafür beim Gewinn des Turniers als Spieler des Spiels ausgezeichnet. Bei der folgenden Ashes-Series gegen England erreichte er drei Fifties (50, 77 und 77 Runs). Bei der Tour in Südafrika im September erreichte er je ein Fifty in den ODIs (64 Runs) und ein weiteres Fifty in den Twenty20s (91 Runs), für das er ausgezeichnet wurde. Jedoch brach er sich bei der Tour die hand und fiel daraufhin aus. Beim Cricket World Cup 2023 wurde er nachnominiert und konnte dort in der Vorrunde dann gegen Neuseeland ein Century über 109 Runs aus 67 Bällen erzielen wofür er als Spieler des Spiels ausgezeichnet wurde. Im Halbfinale steuerte er gegen Südafrika neben zwei Wickets (2/21) ein Fifty über 62 Runs bei, wofür er beim Finaleinzug abermals ausgezeichnet wurde. Im Finale gegen Indien konnte er mit einem Century über 137 Runs aus 120 Bällen entscheidend zum Weltmeisterschaftsgewinn beitragen und wurde dafür ebenfalls ausgezeichnet. Im Januar 2024 erreichte er in der Test-Serie gegen die West Indies ein Century über 119 Runs aus 134 Bällen.